# Fläckig palmskvätta
Fläckig palmskvätta (Cichladusa guttata) är en fågel i familjen flugsnappare inom ordningen tättingar.

## Utseende och läte
Fläckig palmskvätta är en tydligt tecknad trastliknande fågel med brun rygg, rostfärgad stjärt och med kraftigt svartfläckad vit undersida. Fågeln är något lik trädnäktergalar, men skiljer sig lätt genom avsaknad av vitt i vingar och stjärt. Sången, som ofta avges i duett, består av rullande visslande kombinationer av upprepade toner och korta fraser som också kan innehålla härmningar av andra fågelarter.

## Utbredning och systematik
Fläckig palmskvätta delas in i tre underarter med följande utbredning:
- Cichladusa guttata guttata – östra Sydsudan och sydvästra Etiopien till nordöstra Demokratiska republiken Kongo, norra Uganda och nordvästra Kenya (väster om Turkanasjön
- Cichladusa guttata intercalans – södra Etiopien till centrala Kenya och centrala Tanzania
- Cichladusa guttata rufipennis – längs kusten i södra Somalia till östra Kenya och östra Tanzania (Dar-es-Salaam)

### Familjetillhörighet
Palmskvättor liksom fåglar som rödhake, näktergalar, stenskvättor, rödstjärtar och buskskvättor behandlades tidigare som en trastar (Turdidae), men genetiska studier visar att de tillhör familjen flugsnappare (Muscicapidae).

## Levnadssätt
Fläckig palmskvätta hittas i tät undervegetation i savann, skogslandskap och buskmarker. Den är rätt skygg och födosöker på marken.

## Status
Arten har ett stort utbredningsområde och beståndet anses stabilt. Internationella naturvårdsunionen IUCN listar den därför som livskraftig (LC).

## Bilder

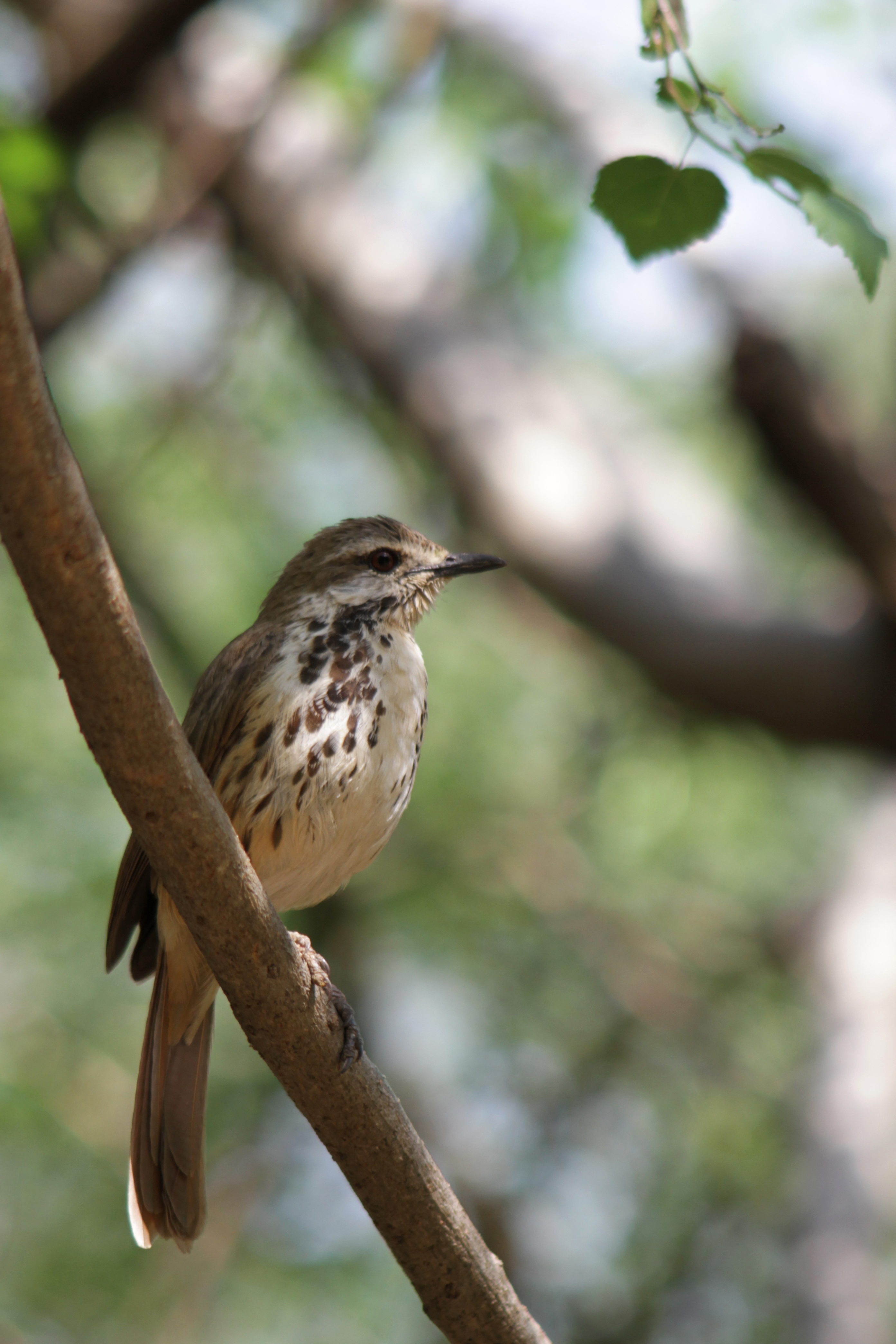
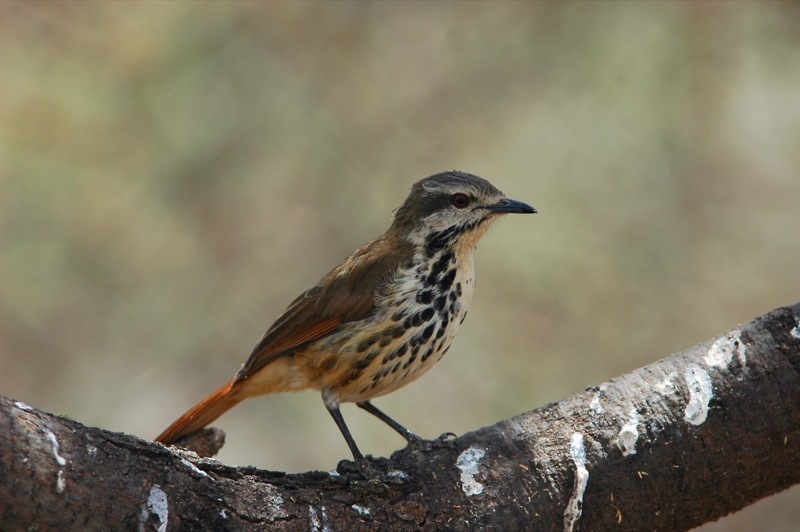